# Sœurs de la Compassion de Rouen
Les sœurs de la Compassion de Rouen sont une congrégation religieuse féminine hospitalière de droit diocésain qui a fusionné en 2009 avec les sœurs de la Présentation de Marie.

## Historique
Congrégation hospitalière de droit diocésain, fondée à Rouen (Seine-Maritime) en 1844 au diocèse de Rouen par Mgr Louis Blanquart de Bailleul Archevêque de Rouen.
En 1844, trois religieuses postulantes de la congrégation  des Sœurs du Sacré-Cœur de Jésus de saint Aubin, œuvrant à Rouen, sont pressenties par le fondateur pour former une nouvelle communauté de garde-malades. Elles sont installées au n°9 de la rue des Bonnetiers le 9 novembre 1844 sous la responsabilité du chanoine Picard et de l’abbé Hanin, respectivement archiprêtre et vicaire de la cathédrale Notre-Dame.
En 1845, le chanoine Picard rédige les statuts de la nouvelle congrégation, en grande partie inspirée de celle des Sœurs du Bon Secours de Paris.
Le 2 février 1846, Mgr Blanquart de Bailleul préside la cérémonie de la prise d’habit et des premiers vœux.
Les premières sœurs sont :
- Sœur Sainte-Rose-de-Lima (Melle Rose Ferment), qui deviendra la première supérieure générale,
- Sœur Saint-Adrien (Melle Rose Leseigneur),
- Sœur Saint-Candide (Melle Maria Giot),
- Sœur Sainte-Justine, (Melle Constance Martin).

Rue des Bonnetiers, l’abbé Hanin fournit l'argent nécessaire à l'achat du mobilier le plus indispensable. Quelques postulantes étant venues se joindre aux premières, le local qui leur avait suffi jusque-là, se trouve trop étroit. Le chanoine Picard, supérieur de la nouvelle Communauté, loue alors pour elles, en 1847, l'hôtel de Senarpont, au 14 place de la Rougemare, et, non-seulement il le loue, mais il en paye le loyer de ses propres deniers, les sœurs étant trop pauvres pour le prendre à leur charge. Elles y demeurent jusqu'en 1853, époque à laquelle, à cause de leur nombre toujours croissant, elles se transportent, au 20 rue Sainte-Croix-des-Pelletiers, en l’hôtel de Turgot, une maison où avait siégé la Cour des aides de Rouen. Mgr Blanquart de Bailleul y préside la cérémonie d'installation de la communauté le 2 février 1854.  
Ce nouvel exode ne devait pas encore être le dernier, car la ville de Rouen exproprie pour cause d'utilité publique une partie du terrain occupé par la Communauté, celle-ci est obligée de chercher un asile ailleurs. C'est alors que l'abbé Hanin, devenu curé de Bolbec, ce qui ne l'empêche pas de s'occuper des affaires de la Compassion, négocie en 1863 l'achat de l'hôtel d'Héricy rue d'Écosse, construit dans la deuxième moitié du XVIIIe siècle, lequel appartenait au marquis Armand de Montault et à son épouse, née Angélique d'Héricy. Les Sœurs s'y établissent définitivement en 1864.
En 1865, une crise interne oblige l'archevêque en poste, le Cardinal de Bonnechose, à relever de leurs fonctions l'abbé Picard et l'abbé Hanin et nomme le chanoine Charles Robert, par ailleurs supérieur des sœurs de la Miséricorde et des Ursulines, supérieur en remplacement de l'abbé Picard. La supérieure générale, Mère Sainte-Rose de Lima, démissionne en février 1867 et se retire à la maison du Havre. Mère Marie de la Compassion est élue et lui succède le 7 novembre 1867.
Le 18 mars 1869, de nouvelles Constitutions, élaborées par le chanoine Robert et l'archevêque de Rouen sont promulguées, elles résolvent les imperfections de la Règle initiale adoptée par la congrégation et à la source de la crise vécue en 1865.
Une chapelle, où le public est admis, y est construite en 1873 par l'abbé Robert.
Le décret impérial du 3 décembre 1856 autorise la congrégation des sœurs de la Compassion de Rouen.
En 1880, la congrégation compte 130 sœurs au sein de 14 maisons.
Avec la guerre de 1914-1918, une nouvelle mission est confiée à l’institution, celle de recevoir et de soigner les blessés, en partenariat avec la « Croix-Rouge ». L’Hôpital militaire de la Compassion est dirigé par le Docteur François Hue. 
Présentes à Saint-Jacques-sur-Darnétal depuis 1883, les sœurs de la Compassion ouvrent le Centre Spirituel Mambré en 1978 adaptant leur charisme de compassion à l’accueil de personnes en recherche de sens, de vie spirituelle, d’écoute de la Parole de Dieu, d’accompagnement, de repos.
En 2001, le site de la rue d’Écosse voit la construction d’une nouvelle maison de retraite de 80 lits, et une résidence immobilière en lieu et place de l’ancienne maison de retraite, détruite. 
Le 13 septembre 2009, la congrégation est absorbée par la congrégation des sœurs de la Présentation de Marie, congrégation fondée le 21 novembre 1796 à Thueyts en Ardèche.
Par décret en date du 17 février 2012, le décret de 1856 est abrogé.
La chapelle est désacralisée et reconvertie en 2010 en logements. Les voûtes, les vitraux et les colonnes de l'édifice sont conservés.

## Supérieures générales
- Mère Rose de Lima, de 1848 à 1867 ;
- Mère Marie de la Compassion, de 1867 à 1889 ;
- Mère Saint Édouard, de 1889 à 1903 ;
- Mère Saint-Philomène, à partir de 1903 ;
- Révérende Mère Sainte Blandine (Augustine Planchais née en 1882 au Grand-Fougeray) : rentrée dans la Congrégation en 1902, Révérende Mère du 26 février 1930 à son décès le 28 janvier 1959;

## Apostolat
Le soin des malades a toujours été regardé dans l’Église comme une des œuvres de charité les plus méritoires et les plus agréables à Dieu. C'est cette pensée qui a présidé à l'établissement de la congrégation. À l’origine, soins des malades à domicile. Les pauvres sont toujours soignés gratuitement.

## Blason et devise
L'écusson de la Congrégation porte de gueule au cœur d'or marial transpercé d'un glaive. Il est orné d'une couronne de roses et entouré d'une branche d'épines et d'une palme.
La devise est : Palma sub cruce Domini (« C’est au pied de la Croix que je reçois ma palme »).

## Établissements
La maison-mère était établie 10, rue d’Écosse à Rouen. Au cours de son histoire, la congrégation a été sollicitée pour ouvrir de nombreux dispensaires dans le département de Seine-Maritime : Le Havre en 1868, Dieppe en 1856, Elbeuf,  Gournay-en-Bray en 1865, Neufchâtel, Bolbec en 1872, Harfleur en 1872, Tôtes en 1872, Fécamp en 1876 au 30 rue des forts, Saint-Valéry, Saint-Romain-de-Colbosc, Arques-La-Bataille, Yvetot rue Carnot, Gruchet-le-Valasse, Caudebec-lès-Elbeuf le 2 juillet 1883, Criquetot-l'Esneval en octobre 1883,  Cany-Barville en 1884, Veauville-les-Baons le 12 mai 1887, Auffay en 1900. 
En 1898, une clinique chirurgicale est installée rue d’Écosse, fermée en 1975 elle devient une maison de retraite, tandis qu'une école d’infirmière est créée en 1904, pour les sœurs.

## Sources
- Édouard Pontal, Les congrégations religieuses en France : leurs œuvres et leurs services , Paris,  Librairie Poussielgue Frères, 1880, 757 p.
- Abbé Victor Duval, La charité à Rouen : les œuvres catholiques, préf. de Mgr Sourrieu, Rouen, Imprimerie de Lapierre, 1895.
- Abbé E. Julien, Vie de l'Abbé Robert, Chanoine de Rouen, Imprimerie Cagniard - Léon Gy, 1895, 407 p.